# 珍妮特·沃尔芬巴格
珍妮特·卡罗尔·沃尔芬巴格（英語：Janet Carol Wolfenbarger，1958年—），為退役美国空军上将，2012年6月5日至2015年6月8日，担任装备司令部第8任司令，是美国乃至全世界极少数女性上将之一。

## 简介
沃尔芬巴格1976年进入美国空军学院学习，是1975年10月约翰逊总统批准军校招收女学员后，首批进入美国空军学院157名女学员之一，也是96名顺利毕业的女学员之一。她于1980年从毕业，获得工程科学学士学位，被委任为空军军官，在佛罗里达州的埃格林空军基地从事情报分析，在空军装备部门服役多年，并在麻省理工学院获得航空航天理学硕士学位，在武装部队产业学院获得国家资源战略硕士学位。
沃尔芬巴格是当今美国空军最高级别的女性军官，2010年1月1日，特里·加布雷斯基中将退役后，沃尔芬巴格成为空军现役最高级别的女性军官。
2012年2月6日，奥巴马总统提名沃尔芬巴格为装备司令部司令，并晋升上将，2012年3月26日该项任命在参议院通过，2012年6月5日，她就任新职，成为美国空军史上第一位女性上将。
沃尔芬巴格在俄亥俄比弗克里克就读比弗克里克高中，于1976年毕业。沃尔芬巴格出生于军人家庭，她的父亲埃尔登是空军退役少校，他的丈夫克雷格是空军退役上校。

## 教育经历
- 1980年，科罗拉多州，科泉市，美国空军学院，获得工程科学理学学士学位
- 1983年，空军中队学校，函授
- 1985年，麻省理工学院，获得航空航天理学硕士学位
- 1988年，弗吉尼亚州，贝尔沃堡，国防系统管理学院，项目管理课程
- 1991年，空军指挥与参谋学院，函授
- 1994年，华盛顿特区，国防大学，武装部队产业学院，获国家资源战略理学硕士学位

## 履历表
1. 1980年7月—1981年8月，佛罗里达州，埃格林空军基地，装备处，技术情报分析员
2. 1981年8月—1983年7月，德克萨斯州，凯利空军基地，电子保安司令部，通信系统开发官
3. 1983年7月—1984年12月生，马萨诸塞州，剑桥，麻省理工学院，学生
4. 1984年12月—1987年10月，马里兰州，安德鲁斯空军基地，空军系统司令部，行政，战略进攻武器科，科长
5. 1987年10月—1988年9月，马里兰州，安德鲁斯空军基地，空军系统司令部，执行官
6. 1988年9月—1993年7月，俄亥俄州，赖特-帕特森空军基地，航空系统中心，计划战略处，处长；空中飞行器分析和整合组，组长；F-22系统项目办公室，F-22子系统组，组长
7. 1993年7月—1994年6月，华盛顿特区，国防大学，武装部队产业学院，学生
8. 1994年6月—1997年6月，华盛顿特区，空军部，采办的助理部长办公室，F-22项目组首席监控员
9. 1997年6月—2000年4月，俄亥俄州，赖特-帕特森空军基地，航空系统中心，B-2系统项目办公室，B-2飞行器组，组长
10. 2000年4月—2002年12月，该办公室，主任
11. 2002年12月—2005年7月，该中心，机动系统联队，C-17系统大队，大队长
12. 2005年8月—2006年7月，华盛顿特区，空军部，采办的助理部长办公室，空军采办卓越中心，主任
13. 2006年8月—2007年1月，俄亥俄州，赖特-帕特森空军基地，装备司令部，司令的司令部转型特别助理
14. 2007年1月—2008年7月，兼任该司令部，情报需求局，局长
15. 2008年7月—2009年12月，该司令部，情报需求局，局长
16. 2009年12月—2011年9月，该司令部，副司令员，
17. 2011年9月—2012年6月，华盛顿特区，空军部，采办的助理部长办公室，军事帮办
18. 2012年6月—2015年6月，俄亥俄州，赖特-帕特森空军基地，装备司令部，司令

## 功奖
| Acquisition and Financial Management Badge | 采办与经济管理徽章 |
|                                            | 空军总部徽章       |

| | 空军杰出服役勋章     |
| Bronze oak leaf cluster · Width-44 crimson ribbon with a pair of width-2 white stripes on the edges                                                                | 功绩勋章 2次         |
| Bronze oak leaf cluster · Bronze oak leaf cluster · Bronze oak leaf cluster · Width-44 crimson ribbon with two width-8 white stripes at distance 4 from the edges. | 军功奖章 4次         |
| | 空军嘉奖             |
| | 空军成就奖章         |
| Silver oak leaf cluster · Bronze oak leaf cluster · Bronze oak leaf cluster                                                                                        | 空军优秀组织奖 8次   |
| Bronze star · Width=44 scarlet ribbon with a central width-4 golden yellow stripe, flanked by pairs of width-1 scarlet, white, Old Glory blue, and white stripes   | 国防服役奖章 2次     |
| | 反恐战争服役奖章     |
| Silver oak leaf cluster · Bronze oak leaf cluster · Bronze oak leaf cluster                                                                                        | 空军长期服役勋表 8次 |
| | 空军训练勋表         |

### 其他成就
1996 空军部 凯利·伯克奖
2002，2004 航空系统中心 斯图尔特奖

## 晋衔表
| 标志 | 军衔 | 日期          |
| ---- | ---- | ------------- |
|      | 上将 | 2012年6月5日  |
|      | 中将 | 2009年12月3日 |
|      | 少将 | 2009年6月26日 |
|      | 准将 | 2006年2月1日  |
|      | 上校 | 1998年9月1日  |
|      | 中校 | 1993年6月1日  |
|      | 少校 | 1990年1月1日  |
|      | 上尉 | 1984年5月28日 |
|      | 中尉 | 1982年5月28日 |
|      | 少尉 | 1980年5月28日 |